# Rhynchogromia
Rhynchogromia, en ocasiones erróneamente denominado Arrhynchogromium, es un género de foraminífero bentónico de la subfamilia Allogromiinae, de la familia Allogromiidae, del suborden Allogromiina y del orden Allogromiida. Su especie tipo es Rhynchogromia variabilis. Su rango cronoestratigráfico abarca el Holoceno.

## Clasificación
Rhynchogromia incluye a las siguientes especies:
- Rhynchogromia elegantula
- Rhynchogromia variabilis